# Atletika na Letních olympijských hrách 1996 – 200 metrů muži
Běh na 200 metrů mužů na LOH 1996 v Atlantě (finále se uskutečnilo dne 1. 8. 1996) se stal jedním z historicky nejvzpomínanějších sprinterských klání v atletických dějinách. Americký sprinter Michael Johnson, který už předtím zvítězil i na dvojnásobné trati, potvrdil svoji roli favorita a překonal vlastní světový rekord z olympijské kvalifikace (19,66 s.) o celých 32 setin. Časem 19,32 s. vytvořil světový rekord s největším zlepšením v dějinách elektronického měření a daleko za sebou nechal jak Namibijce Franka Frederickse (19,68 s. - nový africký rekord), tak i Trinidaďana Ato Boldona (19,80 s). Ten se později vyjádřil, že "...není podstatné, kdo vyhrál stovku. Tohle (Johnson) je nejrychlejší muž světa." Bylo změřeno, že Johnson zaběhl první stovku za 10,12 s., zatímco druhou letmou část za velmi rychlých 9,20 sekundy. Tento světový rekord pak vydržel celých 12 let, než jej na LOH 2008 v Pekingu překonal Jamajčan Usain Bolt.

## Výsledky finálového běhu
| *                | jméno              | země                   | čas   |
| ---------------- | ------------------ | ---------------------- | ----- |
| Zlatá medaile    | Michael Johnson    | Spojené státy americké | 19,32 |
| Stříbrná medaile | Frankie Fredericks | Namibie                | 19,68 |
| Bronzová medaile | Ato Boldon         | Trinidad a Tobago      | 19,80 |
| 4                | Obadele Thompson   | Barbados               | 20,14 |
| 5                | Jeff Williams      | Spojené státy americké | 20,17 |
| 6                | Ivan Garcia        | Kuba                   | 20,21 |
| 7                | Patrick Stevens    | Belgie                 | 20,27 |
| 8                | Michael Marsh      | Spojené státy americké | 20,48 |